# Alfa Romeo 8C Competizione Bertone Pandion
L'Alfa Romeo Pandion è una concept car realizzata dalla carrozzeria italiana Bertone per celebrare i cento anni della casa automobilistica italiana Alfa Romeo. Il concept, realizzato sulla base della Alfa Romeo 8C Competizione è stato presentato al salone dell'automobile di Ginevra 2010.

## Storia
La vettura è un prototipo marciante che, come spesso avviene nei concept, non è solamente un esercizio di stile, ma racchiude molti concetti, sia di mobilità che di ergonomia sia una ricerca tecnologica, in questo caso rivolta alla leggerezza. Pandion, dopo la Bertone Mantide, è il secondo risultato della rinascita aziendale della carrozzeria torinese; alla sua realizzazione ha collaborato in modo significativo anche il centro stile Alfa Romeo e la Alfa Romeo stessa. Il progetto è comunque attribuito a Mike Robinson.
La richiesta è stata espressamente chiesta dall'Alfa Romeo a Bertone nel settembre 2009, avviando una collaborazione di progetto.

## Design

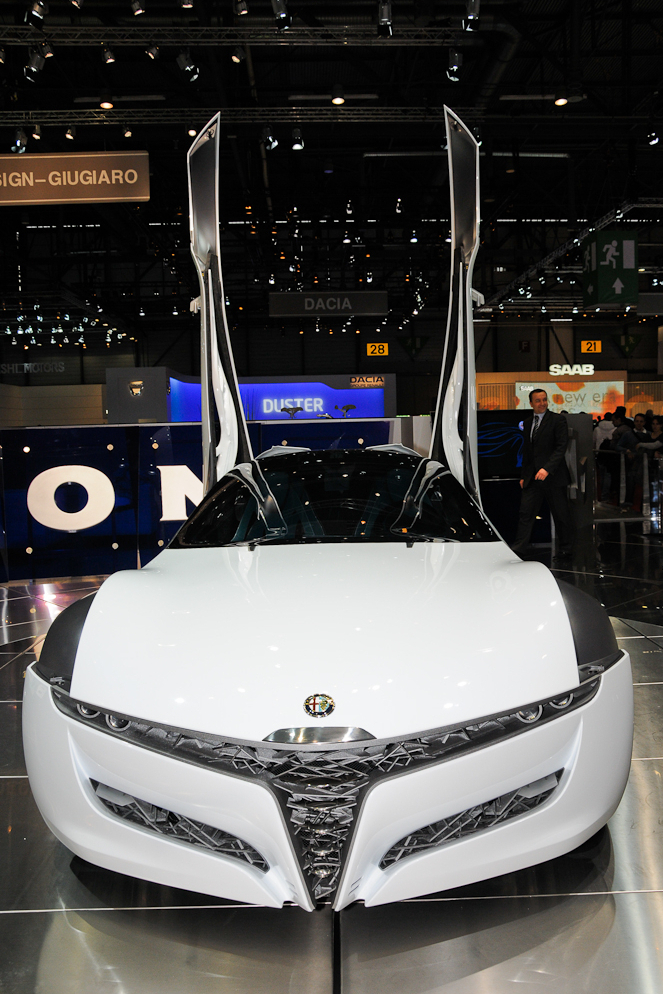
Dettaglio frontale di una Pandion; notare i classici stilemi dell'Alfa, come lo scudetto e il trilobo, e le grandi portiere ad apertura a forbice controvento

La Pandion è un tipo di auto sportiva con carrozzeria di tipo coupé ed un abitacolo volto a contenere 4 posti (con abitabilità di tipo 2+2).
Il design è ispirato al rapace Pandion haliaetus, un falco pescatore presente anche in Italia, da cui prende appunto il nome.
Il frontale, dalle linee molto pulite, è caratterizzato fondamentalmente da un unico profilo; tale disegno è ricavato da un vuoto scavato nel frontale stesso (il concetto stilistico ricorda l'alloggiamento dei fari dell'Alfa 159/Brera che a loro volta riprendono il concept Brera della Italdesign). Anche qui vi sono inglobati i gruppi ottici, sul concept Pandion però questo vuoto continua anche al centro del frontale, inglobando lo scudetto, e quindi scende ed arriva fino all'estremità inferiore del paraurti.
Il posteriore è frammentato in tanti piccoli pezzi di materia che danno l'idea che la vettura si dematerializzi a causa della velocità. Tali elementi, di materiali diversi, danno una sensazione di leggerezza e dinamicità, alcuni di questi sono trasparenti, permettendo alla luce dei dispositivi di direzione e dei fanali posteriori di attraversarli. Molto probabilmente l'effetto visivo del posteriore della vettura vuole ricordare anche le piume del corpo di un uccello.
Gli sportelli della vettura sono molto particolari, suggestivi e caratteristici. La Bertone ha puntato molto sulla loro forma e soprattutto sulla loro apertura, tant'è che pure il logo della vettura stessa li riprende esplicitamente. La loro forma ingloba praticamente tutta la fiancata della vettura e ruotando su un perno posto all'estremità posteriore del corpo dell'auto, si aprono verso l'alto. La forma, ad "ali spiegate" ricorda appunto le ali del rapace da cui deriva, in picchiata durante un attacco.
Gli interni, ben visibili anche ad auto chiusa poiché sia il tetto sia gli sportelli sono dotati di ampissime aree vetrate, sono caratterizzati da un tunnel centrale quasi interamente in materiale composito di colore bianco, in netto contrasto col nero della strumentazione e del cruscotto e il verde acqua dei sedili.

I sedili hanno la caratteristica di essere totalmente retro-illuminati in uno spessore estremamente ridotto grazie ad una nuova tecnologia denominata reLIGHT-tessuto lampadina.

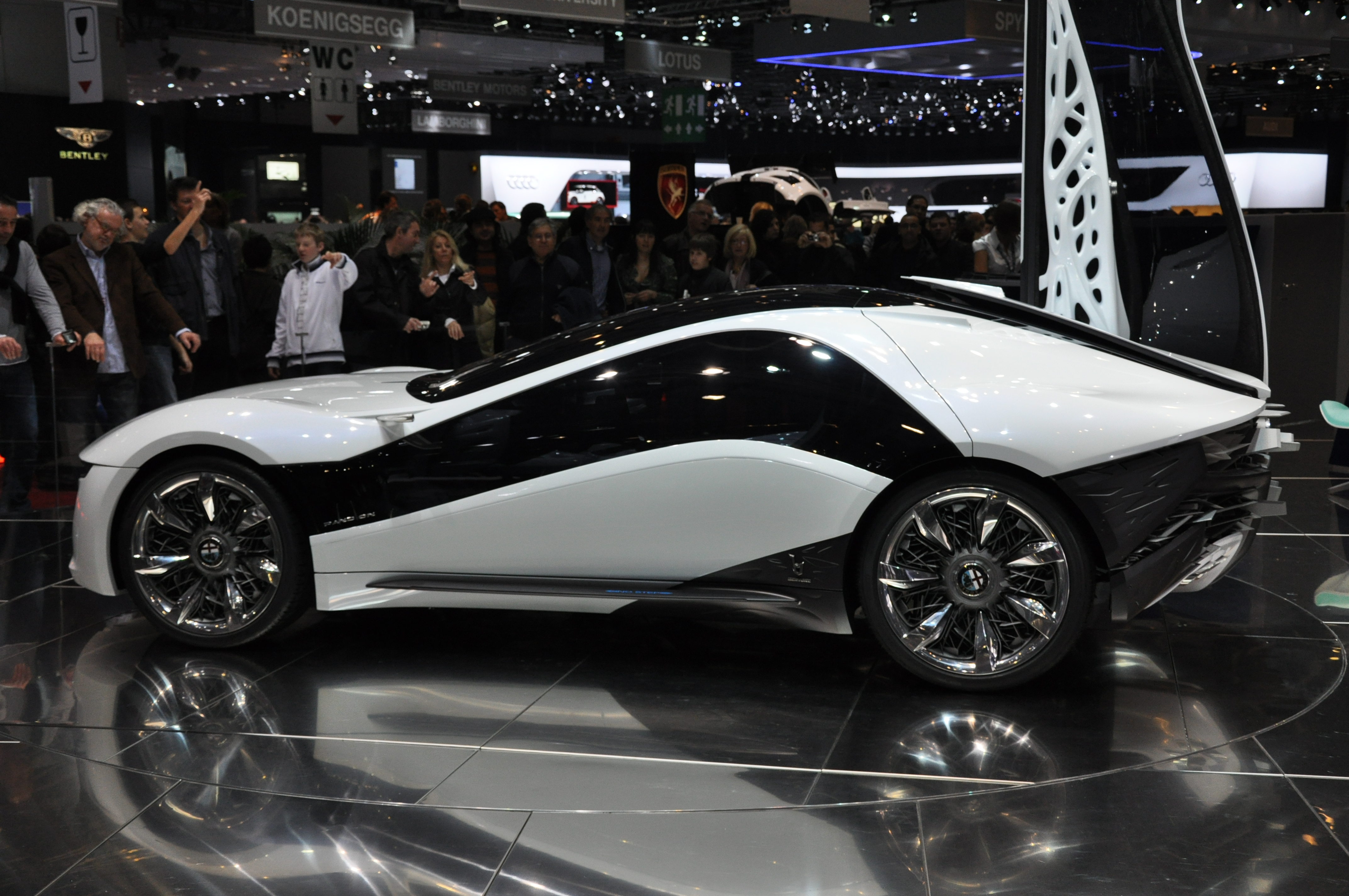
Vista laterale

Tutto l'interno, come del resto tutta la vettura, è interamente rivolto ad una ricerca di leggerezza, con giochi di pieni e di vuoti dove questi ultimi prevalgono nettamente, come a sottolineare le elevate proprietà meccaniche dei materiali utilizzati e l'alta tecnologia presente nella progettazione del corpo vettura.

## Meccanica
Il motore è composto da un propulsore 8 cilindri disposti a V di 4.691 cm³ capace di erogare fino a 450 CV. Tale motore è lo stesso dell'Alfa Romeo 8C Competizione.

## Riconoscimenti
La vettura è stata presentata fuori concorso, come "ospite della giuria" alla 60 edizione 2010 del concorso d'eleganza di Pebble Beach, edizione dedicata ai 100 anni Alfa Romeo, dove il marchio è stato ospite d'onore.
Al salone internazionale dell'auto di Pechino vince il premio "Auto più bella del salone".
Il progettista e la vettura sono stati al centro di un importante dibattito riguardo al design automobilistico in Italia e nel mondo al Supercardesign evento tenutosi a Bobbio, Piacenza, il 3 maggio 2010.
Il frontale della Pandion è molto simile a quello di un altro concept automobilistico, ovvero il concept "EYE" realizzato da studenti dell'Istituto europeo di design (IED) di Torino per l'azienda statunitense Tesla Motors. Questo non è un caso, infatti il concept EYE è un lavoro sviluppato dal Master in Advanced Design for Transportation, ramo dello IED di Torino che si occupa del settore automobilistico, e il responsabile di tale percorso di studi è proprio Mike Robinson, il realizzatore della Pandion. Inoltre i coordinatori di progetto del concept EYE sono Luca Borgogno e Andrea Militello, rispettivamente senior designer di Pininfarina e FIAT (quest'ultima proprietaria di Alfa Romeo).
Al Supercardesign 2010 è stato dedicato all'Alfa Romeo Pandion un singolare fumetto ideato da Fabio Mori, con Roberto Bernocco alla sceneggiatura.